# OKN
OKN/岡野聡（オーケーエヌ/おかのさとし）は、日本のイラストレーター、キャラクターデザイナー、ゲームクリエイター。三重県立四日市高等学校、武蔵野美術大学造形学部空間演出デザイン学科卒業。

## 経歴
幼少から絵が得意だった。１８歳で上京し、在学中にカゼ・ネットでアルバイトとして働き始める。数社を経て[14][26]セガのソニックチームに入社、在籍。[12]
[11] アミューズメント施設向けの筐体の「サンバDEアミーゴ」でキャラクターデザイナーを担当し、第4回日本ゲーム大賞 のサウンドゲーム部門にノミネートされた。ドリームキャストにも移植される。[21]
ゲームの３DCGデザイナーの傍らで「ソニック・ザ・ヘッジホッグ」や「サンバDEアミーゴ」の公式のイラストレーションも描いていた。[14]また知的財産の監修・デザインなども行っていた。ソニックが初めて３Dで表現される際、そのデザインを再定義する影響を与えた人物として海外でも知られている。[10]'[15] ~ [25]
'11年に（株）スタジオ・オカノーションを設立。テレビのミニ・アニメのたちゅまる劇場やふりぃきぃ〜はいすく〜る、市川海老蔵の公式LINEスタンプ、Nintendo Switchのゲーム暴れん坊天狗 & ZOMBIE NATIONやVリーグのチームジェイテクトSTINGSのマスコットのスティンビーなど、キャラクターに纏わるモノ・コトつくりを得意とする。[13][14]OKNというペンネームは在職時のイントラネットのハンドルネーム。

## 主なゲーム作品
（在職時も含む）
- 暴れん坊天狗　メルダック
- バトルオブキングダム　メルダック
- 読本 夢五誉身 -天神怪戦2-メルダック
- 宇宙レース アストロゴー!ゴー!　　メルダック
- スーパーピンボールII：アメージングオデッセイ　メルダック
- ソニック ジャム　セガゲームス
- バーニングレンジャー　セガゲームス
- ソニックアドベンチャー　セガゲームス
- サンバDEアミーゴ　セガゲームス
- サンバDEアミーゴver.2000　セガゲームス
- ジャイアントエッグ 〜ビリー・ハッチャーの大冒険〜　セガゲームス
- クラウドセブン　JCグローバル　ブラウザゲーム
- Megpoid the Music #　（株）インターネット
- セブンスドラゴンIII code:VFD セガゲームス
- 暴れん坊天狗 & ZOMBIE NATION　シティコネクション
- 平安京エイリアン3671 マインドウェア・exA-Arcadia

## 主なアニメ作品
- フューチャー・トライブ　太陽企画・OKN
- たちゅまる劇場　竜の子プロダクション読売テレビ・東京メトロポリタンテレビジョン
- 「これだけは知っておきたい！消費生活のキホン」DVD 兵庫県
- ベネッセ　Be-GoのJunp Highコース　ベネッセ
- こどもれこーど　あにめ　banana music publishing
- ワラッチャオ!　日本放送協会
- パンパカパンツ　ディー・エル・イー・静岡放送
- 小学館ドラゼミ ぷちドラゼミDVD　小学館
- 英国一家、日本を食べる　ファンワークス・NHK総合テレビ
- ふりぃきぃ〜はいすく〜る（ ＃ハイ ポール内）フジテレビ・クリーク・アンド・リバー社
- ヤクルトマンのほっこりアニメ　ヤクルト本社

## 主なデザイン・イラストレーション
- アーティスト・トイ TREXIシリーズ3
- フジテレビ　めざましテレビ　グッズ
- CD I’iwi　「ANIMEHOUSE」シリーズ　イラスト
- 関西電力　エルシティー・ナンコウ　キャラクター
- セシルマクビー　25周年　アイコン　　GARURA　キャラクター
- ハローキティ35周年アンダーウェア (3RDWARE) シリーズ
- RUSH BALL2011 全グッズ
- とあらん　都電荒川線公式キャラクター　イラスト・マーチャンダイジング
- 市川海老蔵公式LINE -スタンプ
- 大相撲展 Oh!SumoExhibition 全グッズ・イラスト
- MIJ　FACTORY　HARAJUKU「忍者ステッカー」
- 暴れん坊天狗＆ZOMBIE NATION 　公式グッズ
- ジェイテクトSTINGS マスコット　スティンビー

## 主な絵本
- ぼくのちゃむちゃむ犬  1UP GAMES 作、絵 （2011年）
- あたしのちゃめ猫ちゃん 1UP GAMES 作、絵 （2011年）
- モジャーくん  三恵社 絵 （2017年）